# Bromate d'argent
Le bromate d'argent(I) est un composé chimique de formule AgBrO3.